# Kanton Sauveterre-de-Béarn
Kanton Sauveterre-de-Béarn (francouzsky Canton de Sauveterre-de-Béarn) je francouzský kanton v departementu Pyrénées-Atlantiques v regionu Akvitánie. Tvoří ho 20 obcí.

## Obce kantonu
- Abitain
- Andrein
- Athos-Aspis
- Autevielle-Saint-Martin-Bideren
- Barraute-Camu
- Burgaronne
- Castetbon
- Espiute
- Guinarthe-Parenties
- L'Hôpital-d'Orion
- Laàs
- Montfort
- Narp
- Oraàs
- Orion
- Orriule
- Ossenx
- Saint-Gladie-Arrive-Munein
- Sauveterre-de-Béarn
- Tabaille-Usquain